# Sankt

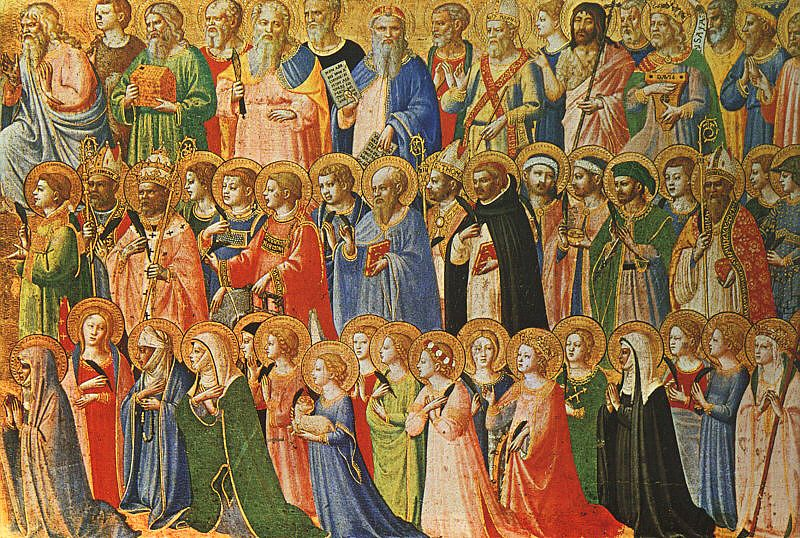
Die Vorläufer Christi mit Heiligen und Märtyrern, Fra Angelico (1423–24)

Sankt (Abkürzung St.; im englischen „Saint“), von mittelhochdeutsch sancte oder sant(e) „heilig“, ist eine dem Namen vorangestellte Bezeichnung, die eine Person als heilig kennzeichnet. Es handelt sich um die eingedeutschte und anders als etwa in romanischen Sprachen unveränderliche Form des lateinischen sanctus/sancta/sanctum („heilig, Heiliger/Heilige/Heiliges“). Das lateinische Wort sanctus (Partizip Perfekt Passiv von sancire „heiligen, weihen, festsetzen, bannen“) bedeutete ursprünglich „(bei Strafe) abgegrenzt“ und bezog sich auf Tempel und heilige Bezirke (vergleiche Sanktion). Gelegentlich wird für die weibliche Form Santa (Abk. Sta.) verwendet.

## Geschichte
Im Kirchenlatein wurde es zur Übersetzung von altgriechisch ἅγιος hagios, dessen Ursprungsbedeutung „kultisch rein“ war, das jedoch im Christentum personale Bedeutung angenommen hatte: Als heilig wurden alle bezeichnet, die durch die Taufe Kinder Gottes geworden sind (so bei Paulus). Schon die Alte Kirche wendete diese Bedeutung hervorhebend auf herausragende Glaubenszeugen an, insbesondere auf Märtyrer.
Im Zuge der Christianisierung der Germanen wurde dann aus Sanctus Lucas Sankt Lukas, aus Sancta Barbara Sankt Barbara usw. Vor allem in Patrozinien, geographischen und Ortsbezeichnungen blieb die lateinische Form Sankt erhalten, während sie sonst eingedeutscht wurde.

## Schreibweisen in Österreich
In Österreich ist die amtliche Schreibweise als Beinamen zu Gemeindenamen von der jeweiligen Landesregierung abhängig und ist von Bundesland zu Bundesland verschieden. Ähnlich verhält es sich bei Orts- und Katastralgemeinden, die sich meist aus historischen Gründen verschieden schreiben.